# Calcio Catania 1978-1979
Questa voce raccoglie le informazioni riguardanti il Calcio Catania nelle competizioni ufficiali della stagione 1978-1979.

## Stagione
Dopo la delusione dello spareggio perso l'anno precedente, nella stagione 1978-1979, la squadra catanese viene affidata al nuovo mister Adelmo Capelli, la rosa viene integrata da due ritorni ed un volto nuovo, i ritorni sono quelli di Claudio Ciceri indimenticato finalizzatore del torneo 1974-75, e Lorenzo Barlassina il regista che era mancato nella precedente stagione. Il volto nuovo è quello di Aldo Raimondi centrocampista dal Como. La squadra disputata il girone B della Serie C1, che viene concluso al terzo posto in classifica con 42 punti, alle spalle della coppia Matera e Pisa che raccolgono 44 punti, entrambe quindi promosse in Serie B.

## Rosa
| N. |                   | Ruolo | Calciatore           |
| -- | ----------------- | ----- | -------------------- |
|    | Italia (bandiera) | D     | Guido Angelozzi      |
|    | Italia (bandiera) | C     | Lorenzo Barlassina   |
|    | Italia (bandiera) | D     | Giovanni Bertini     |
|    | Italia (bandiera) | A     | Pierantonio Bortot   |
|    | Italia (bandiera) | C     | Antonino Cantone     |
|    | Italia (bandiera) | D     | Luigi Chiavaro       |
|    | Italia (bandiera) | A     | Claudio Ciceri       |
|    | Italia (bandiera) | P     | Antonio Dal Poggetto |
|    | Italia (bandiera) | A     | Emilio Frigerio      |
|    | Italia (bandiera) | C     | Nicola Fusaro        |
|    | Italia (bandiera) | A     | Agatino Giustolisi   |

| N. |                   | Ruolo | Calciatore            |
| -- | ----------------- | ----- | --------------------- |
|    | Italia (bandiera) | A     | Angelo Labellarte     |
|    | Italia (bandiera) | D     | Domenico Labrocca     |
|    | Italia (bandiera) | D     | Antonino Leonardi     |
|    | Italia (bandiera) | A     | Adelchi Malaman       |
|    | Italia (bandiera) | C     | Damiano Morra         |
|    | Italia (bandiera) | P     | Luigi Muraro          |
|    | Italia (bandiera) | A     | Alfio Nicotra         |
|    | Italia (bandiera) | D     | Vinicio Pasin         |
|    | Italia (bandiera) | D     | Rosario Picone        |
|    | Italia (bandiera) | C     | Aldo Raimondi         |
|    | Italia (bandiera) | C     | Giovan Battista Rappa |

## Risultati

### Campionato

#### Girone di andata
| Latina 1º ottobre 1978 1ª giornata | Latina            | 0 – 0 | Catania | Stadio Comunale\| Arbitro: \| Lussana (Bergamo) \| |
| Arbitro:                           | Lussana (Bergamo) |       |         |                                                    |

| Catania 8 ottobre 1978 2ª giornata | Catania      | 0 – 0 | Paganese | Stadio Cibali\| Arbitro: \| Baldi (Roma) \| |
| Arbitro:                           | Baldi (Roma) |       |          |                                             |

| Arbitro: | Vitali (Bologna) |

|              |           |             |
| Frigerio 11’ | Marcatori | 46’ Mariano |

| Arbitro: | Pairetto (Torino) |

|            |           |                   |
| Martin 34’ | Marcatori | 86’ (aut.) Albano |

| Arbitro: | Colasanti (Roma) |

|              |           |              |
| Frigerio 58’ | Marcatori | 20’ Mondello |

| Lucca 5 novembre 1978 6ª giornata | Lucchese             | 0 – 0 | Catania | Stadio Porta Elisa\| Arbitro: \| Polacco (Conegliano) \| |
| Arbitro:                          | Polacco (Conegliano) |       |         |                                                          |

| Arbitro: | Sarti (Modena) |

|              |           |           |
| Simonato 39’ | Marcatori | 62’ Rappa |

| Arbitro: | Da Pozzo (Monza) |

|           |           |                |
| Morra 71’ | Marcatori | 25’ Alivernini |

| Arbitro: | Cherri (Macerata) |

|              |           |  |
| D'Aversa 80’ | Marcatori |  |

| Arbitro: | Manfredini (Pavia) |

|                   |           |  |
| Iosche 79’ (aut.) | Marcatori |  |

| Arbitro: | Sala (Bergamo) |

|  |           |              |
|  | Marcatori | 75’ Frigerio |

| Arbitro: | Altobelli (Roma) |

|                      |           |  |
| Ciceri 17’ Morra 47’ | Marcatori |  |

| Cava dei Tirreni 30 dicembre 1978 13ª giornata | Pro Cavese         | 0 – 0 | Catania | Stadio Comunale\| Arbitro: \| Stillacci (Torino) \| |
| Arbitro:                                       | Stillacci (Torino) |       |         |                                                     |

| Arbitro: | Corigliano (Crotone) |

|           |           |  |
| Morra 89’ | Marcatori |  |

| Arbitro: | Filippi (Pavia) |

|                          |           |                            |
| Raffaele 8’ Picat Re 24’ | Marcatori | 28’ Bertini 77’ Labellarte |

| Arbitro: | Simini (Torino) |

|                                       |           |                    |
| Bertini 38’ Ciceri 51’ Labellarte 70’ | Marcatori | 83’ (rig.) Barbana |

| Chieti 28 gennaio 1979 17ª giornata | Chieti           | 0 – 0 | Catania | Stadio Guido Angelini\| Arbitro: \| Altobelli (Roma) \| |
| Arbitro:                            | Altobelli (Roma) |       |         |                                                         |

#### Girone di ritorno
| Arbitro: | Falzier (Treviso) |

|                                                    |           |              |
| Ciceri 25’ Labellarte 29’ Rappa 42’, 82’ Morra 77’ | Marcatori | 85’ Pezzuoli |

| Arbitro: | Angelelli (Terni) |

|                                                                                 |           |           |
| Catalano 26’ Abbondanza 40’ Nicolucci 64’ Jannucci 68’ (rig.) Grassi 88’ (rig.) | Marcatori | 71’ Morra |

| Arbitro: | Giaffreda (Roma) |

|  |           |           |
|  | Marcatori | 79’ Rappa |

| Arbitro: | Casella (Voghera) |

|               |           |             |
| Labellarte 9’ | Marcatori | 90’ Capogna |

| Arbitro: | Pairetto (Torino) |

|             |           |  |
| Vitulano 2’ | Marcatori |  |

| Arbitro: | Sala (Lecco) |

|                                                        |           |            |
| Labrocca 29’ Barlassina 37’ CiceriGoal 44’ Malaman 63’ | Marcatori | 15’ D'Urso |

| Arbitro: | Armienti (Bologna) |

|             |           |  |
| Bertini 23’ | Marcatori |  |

| Campobasso 1º aprile 1979 25ª giornata | Campobasso        | 0 – 0 | Catania | Stadio Giovanni Romagnoli\| Arbitro: \| Parussini (Udine) \| |
| Arbitro:                               | Parussini (Udine) |       |         |                                                              |

| Arbitro: | Baldi (Roma) |

|            |           |                |
| Ciceri 20’ | Marcatori | 53’ De Tommasi |

| Arbitro: | Sarti (Modena) |

|                           |           |           |
| Merafina 15’ Petrella 75’ | Marcatori | 52’ Morra |

| Arbitro: | Vitali (Bologna) |

|            |           |  |
| Ciceri 27’ | Marcatori |  |

| Arezzo 6 maggio 1979 29ª giornata | Arezzo            | 0 – 0 | Catania | Stadio Comunale\| Arbitro: \| Casella (Voghera) \| |
| Arbitro:                          | Casella (Voghera) |       |         |                                                    |

| Arbitro: | Tubertini (Bologna) |

|                            |           |            |
| Bertini 47’ Labellarte 78’ | Marcatori | 43’ Moscon |

| Arbitro: | Simini (Torino) |

|                  |           |                            |
| Novellino II 80’ | Marcatori | 26’ Bertini 58’ Labellarte |

| Arbitro: | Falzier (Treviso) |

|              |           |  |
| Frigerio 18’ | Marcatori |  |

| Arbitro: | Facchin (Udine) |

|                           |           |           |
| Di Prete 17’ Quarella 79’ | Marcatori | 39’ Morra |

| Arbitro: | Giaffreda (Roma) |

|            |           |              |
| Ciceri 49’ | Marcatori | 29’ Beccaria |